# 1953 w sztukach plastycznych
Wydarzenia w sztukach plastycznych i wizualnych w 1953 roku.

## Malarstwo
- Willem de Kooning

Kobieta i rower
- Eusebio Sempere

Gwasz
- Edward Hopper

Biuro w małym miasteczku – olej na płótnie
- Tadeusz Brzozowski

Prorok
- Kazimierz Mikulski

Nocna próba
- Marc Chagall

Le Quai de Bercy – olej na płótnie
- Jackson Pollock

Poszarzała tęcza (Grayed Rainbow) – olej na płótnie, 182,9x244,2 cm
- Mark Rothko

Bez tytułu – olej na płótnie, 300x442,5 cm, kolekcja Muzeum Guggenheima w Nowym Jorku

## Grafika
- Maurits Cornelis Escher

Koncentryczne kule – drzeworyt sztorcowy
Spirale – drzeworyt sztorcowy
Względność – litografia

## Rzeźba
- Alina Szapocznikow

Stalin – szkic głowy (1952-1953)
Dziewczyna z książką
Getto – Walka
Portret Hanny Porębskiej
Portret kobiety
Stalin

## Urodzeni
- 19 kwietnia - Andrzej Pągowski, polski grafik
- Andrzej Dudek-Dürer – performer, artysta sztuki mediów, kompozytor i muzyk
- Marjetica Potrč – słoweńska artystka interdyscyplinarna, autorka prac site-specific i architektka

## Zmarli
- 30 listopada - Francis Picabia (ur. 1879), francuski malarz i poeta